# تی‌وی‌آر ساگاریس
تی‌وی‌آر ساگاریس (TVR Sagaris) خودرویی است که در سال‌های ۲۰۰۵–۲۰۰۶تولید شده‌است. طول آن در حالت طبیعی ۱۵۹٫۷ اینچ (۴٬۰۵۶ میلیمتر)، عرض آن در حالت طبیعی ۷۲٫۸ اینچ (۱٬۸۴۹ میلیمتر) و ارتفاع آن در حالت طبیعی ۴۶٫۳ اینچ (۱٬۱۷۶ میلیمتر) و وزن آن در حالت طبیعی ۲٬۳۷۶ پوند (۱٬۰۷۸ کیلوگرم) است.
موتور آن ۳۹۹۶ سی‌سی سیستم جعبه‌دندهٔ آن ۵ دنده به صورت دستی است.